# Pogonatum norrisii
Pogonatum norrisii är en bladmossart som beskrevs av Hyvönen 1989. Pogonatum norrisii ingår i släktet grävlingmossor, och familjen Polytrichaceae. Inga underarter finns listade i Catalogue of Life.